# Cybocephalus leai
Cybocephalus leai is een keversoort uit de familie Cybocephalidae. De wetenschappelijke naam van de soort is voor het eerst geldig gepubliceerd in 1974 door Endrödy-Younga.